# Halowe Mistrzostwa Europy w Lekkoatletyce 1978 – bieg na 60 m kobiet
Bieg na 60 metrów kobiet – jedna z konkurencji biegowych rozgrywanych podczas halowych lekkoatletycznych mistrzostw Europy w hali Palasport di San Siro w Mediolanie. Eliminacje, półfinały i bieg finałowy zostały rozegrane 12 marca 1978. Zwyciężyła reprezentantka Niemieckiej Republiki Demokratycznej Marlies Oelsner, która tym samym obroniła tytuł zdobyty na poprzednich mistrzostwach. Oelsner ustanowiła w finale nieoficjalny halowy rekord świata czasem 7,12 s.

## Rezultaty

### Eliminacje
Rozegrano 4 biegi eliminacyjne, do których przystąpiło 16 biegaczek. Awans do półfinału dawało zajęcie jednego z pierwszych dwóch miejsc w swoim biegu (Q). Skład półfinałów uzupełniły cztery zawodniczki z najlepszym czasem wśród przegranych (q).
Opracowano na podstawie materiału źródłowego.
Bieg 1
| Miejsce | Zawodniczka     | Czas | Uwagi |
| ------- | --------------- | ---- | ----- |
| 1       | Marlies Oelsner | 7,27 | Q     |
| 2       | Chantal Réga    | 7,36 | Q     |
| 3       | Laura Miano     | 7,46 | q     |

Bieg 2
| Miejsce | Zawodniczka         | Czas | Uwagi |
| ------- | ------------------- | ---- | ----- |
| 1       | Linda Haglund       | 7,20 | Q     |
| 2       | Ludmiła Kondratjewa | 7,42 | Q     |
| 3       | Heather Hunte       | 7,42 | q     |
| 4       | Brigitte Haest      | 7,56 |       |
| 5       | Marisa Masullo      | 7,58 |       |

Bieg 3
| Miejsce | Zawodniczka        | Czas | Uwagi |
| ------- | ------------------ | ---- | ----- |
| 1       | Ludmiła Storożkowa | 7,29 | Q     |
| 2       | Lea Alaerts        | 7,43 | Q     |
| 3       | Gisela Grässle     | 7,58 |       |
| 4       | Laureen Beckles    | 7,62 |       |

Bieg 4
| Miejsce | Zawodniczka     | Czas | Uwagi |
| ------- | --------------- | ---- | ----- |
| 1       | Wiera Anisimowa | 7,32 | Q     |
| 2       | Petra Sharp     | 7,35 | Q     |
| 3       | Annie Alizé     | 7,44 | q     |
| 4       | Marija Sabewa   | 7,51 | q     |

### Półfinały
Rozegrano 2 biegi półfinałowe, w których wystartowało 12 biegaczek. Awans do finału dawało zajęcie jednego z trzech pierwszych miejsc w swoim biegu (Q).
Opracowano na podstawie materiału źródłowego.
Bieg 1
| Miejsce | Zawodniczka     | Czas | Uwagi |
| ------- | --------------- | ---- | ----- |
| 1       | Linda Haglund   | 7,18 | Q     |
| 2       | Wiera Anisimowa | 7,28 | Q     |
| 3       | Petra Sharp     | 7,35 | 'Q    |
| 4       | Heather Hunte   | 7,35 |       |
| 5       | Annie Alizé     | 7,39 |       |
| 6       | Marija Sabewa   | 7,49 |       |

Bieg 2
| Miejsce | Zawodniczka         | Czas | Uwagi |
| ------- | ------------------- | ---- | ----- |
| 1       | Marlies Oelsner     | 7,26 | Q     |
| 2       | Ludmiła Storożkowa  | 7,28 | Q     |
| 3       | Chantal Réga        | 7,37 | 'Q    |
| 4       | Laura Miano         | 7,42 |       |
| 5       | Ludmiła Kondratjewa | 7,45 |       |
| 6       | Lea Alaerts         | 7,46 |       |

### Finał
Opracowano na podstawie materiału źródłowego.
| Miejsce | Zawodniczka        | Czas | Uwagi |
| ------- | ------------------ | ---- | ----- |
| 1       | Marlies Oelsner    | 7,12 | WR    |
| 2       | Linda Haglund      | 7,18 |       |
| 3       | Ludmiła Storożkowa | 7,27 |       |
| 4       | Wiera Anisimowa    | 7,30 |       |
| 5       | Petra Sharp        | 7,35 |       |
| 6       | Chantal Réga       | 7,38 |       |